# Sculptural Engineering
Sculptural Engineering war ein britischer Hersteller von Automobilen.

## Unternehmensgeschichte
Die Brüder Simon und Jeremy Crowther gründeten 1999 oder 2000 das Unternehmen in Ringwood in der Grafschaft Hampshire. Sie begannen mit der Produktion von Automobilen und Kits. Der Markenname lautete Larini. 2001 oder 2005 endete die Produktion. MPR Engineering übernahm laut einer Quelle die Produktion. Insgesamt entstanden etwa drei Exemplare.
GTM Cars übernahm 2006 das Projekt, entwickelte es zum GTM Ballista und präsentierte 2007 einen Prototyp.

## Fahrzeuge
Im Angebot stand nur ein Modell. Dies war ein Coupé. Die Basis bildete ein Spaceframe-Rohrrahmen. Die Karosserie bestand wahlweise aus Fiberglas oder Karbonfiber. Das Leergewicht des Fahrzeugs betrug nur 550 kg. Vierzylindermotoren vom VW Golf II bzw. VW Jetta II trieben die Fahrzeuge an.